# King’s Bounty (серія ігор)
King's Bounty (укр. Королівська Щедрість, Королівська Нагорода) — серія мультиплатформових відеоігор у жанрі покрокова стратегія, що створюються і розробляються головним чином російською компанією-розробником СофтКлаб. Виданням ігор займається компанія 1С. Перша гра серії вийшла в 1990 році на DOS. На сьогоднішній день, серія включає в себе: Самостійну гру — «King's Bounty»; «Ремейк» самостійної гри — «King's Bounty: Легенда про Лицаря»; 4 аддони «ремейка», які наділені своїм особистим ігровим процесом та історією (не потребують основної гри); Браузерну, а також декілька другорядних неофіційних ігор, які видаються зовсім іншими видавцями.
«King's Bounty: Легенда про Лицаря», а також її аддони отримали позитивні відгуки від ігрової преси; середні бали «ремейку» на Metacritic, MobyGames та Game Rankings склали 79, 82 і 83 пунктів зі 100 відповідно.
Основна дія ігор розгортається у вигаданому світі — Ендорія. Гравець виступає в ролі королівського шукача скарбів, який виконує різного виду накази короля за винагороду та дворянські звання (виняток King's Bounty: Темна сторона).